# Antoine de Challant
Antoine de Challant (* 1340/50; † September 1418 in Bulle) war von 1404 bis 1418 Erzbischof von Tarentaise und ab 1404 Pseudokardinal.

## Leben
Antoine entstammt dem im Aostatal begüterten Adelsgeschlecht der Herren von Challant. Er war der Sohn von Aymon de Challant und Catherine Provana de Leini, der Bischof von Lausanne Guillaume de Challant war sein Bruder. Antoine war 1388 bis 1403 Erzdiakon von Reims, von 1402 bis 1404 Kanzler von Savoyen und wurde 1404 Erzbischof von Tarentaise. Benedikt XIII. ernannte de Challant 1404 zum Erzbischof von Tarentaise und erhob ihn zum Kardinaldiakon von Santa Maria in Via Lata. Er nahm am Konzil von Perpignan teil, fiel jedoch kurz darauf von Benedikt XIII. ab. 1409 nahm er am Konzil von Pisa teil, das Alexander V. zum Papst wählte, dem sich Antoine anschloss. 1410 nahm er am Konklave von Bologna teil, das Johannes XXIII. wählte. Er wurde von 1411 Abt von Saint-Michel-de-la-Cluse und Nuntius in Frankreich. Johannes XXIII. ernannte ihn 1412 zum Kardinalpriester von Santa Cecilia. 1413 wurde er zusammen mit Francesco Zabarella als päpstlicher Legat zu König Sigismund gesandt um ein allgemeines Konzil vorzubereiten. Er wurde Kanzler der römischen Kirche und päpstlicher Kammerherr. Antoine nahm als Botschafter Savoyens am Konzil von Konstanz teil und gehörte dem Konklave an, welches 1417 Martin V. wählte. Im folgenden Jahr begleitete er den neuen Papst auf dessen Reise nach Lausanne, wo er im September 1418 auf dem Schloss Bulle starb.